# Museo Enrico Caruso
Il Museo Enrico Caruso si trova a Lastra a Signa.

## Storia e descrizione
Inaugurato il 25 febbraio 2012 per il 139º anniversario della nascita di Enrico Caruso. Situato nella villa Caruso di Bellosguardo a Lastra a Signa, raccoglie cimeli ed oggetti quotidiani appartenuti a Caruso.
Nel 1906 la villa venne acquistata da Enrico Caruso, per questo viene anche indicata come Villa Caruso, che conquistato dalla bellezza e dalla pace che nella sua nuova residenza poteva trovare, la fece restaurare arricchendola con numerose opere d'arte ed interventi strutturali che le hanno dato l'aspetto attuale. Infatti il museo comprende foto, scritti, oggetti personali, costumi di scena donati dal Centro studi carusiani, una raccolta di dischi incisi dal cantante donati da un collezionista newyorkese, ma anche un percorso interattivo con la possibilità di ascoltare la voce di Caruso visualizzando con un sistema touch-screen i luoghi toccati dalle sue tournée.
La villa è stata acquistata dal comune di Lastra a Signa nel 1995; il museo è gestito dall'Associazione Villa Caruso per conto del comune di Lastra a Signa.